# 賴鵬舉
賴鵬舉（1950年4月22日—2009年4月13日），號慧因居士，生於台灣台東縣，在家中排行老大，有一個妹妹及兩個弟弟，父親原為彰化員林人，後來移居台東。高中畢業於台南一中，畢業於台北醫學院醫學系，為台灣著名醫師，獲有中西醫執業醫師執照，致力於推動中西醫整合。賴醫師與夫人育有一子。他也是著名的佛教居士，對般若學有深入研究，倡導淨土宗。

## 經歷
賴鵬舉醫師在高中時期對於中國文學及佛教很有興趣。進入醫學院之後，追隨智諭法師研讀般若學，大三時曾任台北醫學院劍道社社長，參與台北醫學院「中醫社」，開啟往後中西醫「整合醫學研究小組」成立的基礎。1972年參與「西蓮淨苑建設籌備會」。積極參與佛學社及中醫社，致力於中醫及佛學的研究。1977年擔任台北榮總住院醫師，曾任法光佛學研究所講師，圓光佛學研究所講師，1980年在三峽溪東里開設博施內科診所。1981年因父親心臟開刀而居美國之德州及加州，偶於加州中國城之中國書店得見廣西人民出版社1980年所出版之《桂林古本傷寒雜病論》，攜回台灣研究，而有爾後之出版及相關研究。1982年參加「東方宗教討論會」，接觸佛教歷史、義理與藝術的朋友，在相互融合與激盪中，逐漸形成以般若、華嚴經典義學與禪法來研究石窟造像。
1983年，成立整合醫學研究室，出版《整合醫學導論》，發行《整合醫學雜誌》。他提倡以西醫方法及儀器檢驗，再以中醫思考來診斷治療。也是《傷寒雜病論桂林古本》在台灣最早的研究者及推廣者，發展出器官場論，整合中西醫學，創立新醫學，研究與治療方法，參考西醫的數據報告，用中醫來診斷給予中藥治療。
2001年完成『關河的「般若」禪法』，紀念智諭法師圓寂週年。2002年完成「絲路佛教的圖像與禪法」，收錄於圓光佛學研究所出版品。在診所業務之餘，他也在圓光佛學院開課，對於魏晉南北朝時期關河地區的般若學及佛窟造像有深入研究。2005年，成立台灣「佛教圖像學」研究中心。2006年完成『西北印的「龍族」與大乘經典的起源』。2009年8月1日出版「敦煌石窟造像思想研究」。
西蓮淨苑惠敏法師題輓聯:「精進學佛四十年，行醫救世三十年；夢裡分明有六道，覺後空空無大千。」。

## 著作
著有
1. 《整合醫學導論》
2. 〈以藥方研究人體的結構──桂枝湯中薑、棗的角色〉
3. 〈關河的淨土學：中國淨土宗的北源〉
4. 〈關河的「般若」禪法〉
5. 〈佛法對「臨終正念」的定義及其在生命轉換時的運作〉
6. 〈西漢馬王堆書帛《五十二病方》與古代「巫醫」〉
7. 〈後秦僧肇「法華三昧」禪法與隴東的七佛造像〉
8. 〈絲路佛教的圖像與禪法〉
9. 〈四─六世紀中亞的華嚴義學與盧舍那造像〉
10. 〈敦煌石窟造像思想研究〉是目前為止對敦煌石窟造像思想進行集中研究的唯一專著。

## 外部連結
- 賴鵬舉醫師（慧因居士）生平事略與主要貢獻，顏尚文教授、陳乾原醫師整理[永久]
- 賴鵬舉醫師（慧因居士）生平事略與主要貢獻，顏尚文教授整理[永久]
- 賴鵬舉醫師（慧因居士） 生平事略與主要貢獻，https://web.archive.org/web/20190218141914/http://www.seelandmonastery.com/2017/?p=581
- 賴鵬舉醫師著作一覽表[]，http://iac3904.blogspot.com/2009/04/blog-post_29.html （页面存档备份，存于）
- 整合中醫學雜誌